# 숨을 멈추고
《숨을 멈추고》(영어: Hold Your Breath)은 2024년 훌루에서 공개한 미국의 공포, 스릴러 드라마 영화이다.

## 출연진

### 주연
- 세라 폴슨 - 마거릿 벨럼 역

### 조연
- 아미아 밀러 - 로즈 벨럼 역
- 알로나 제인 로빈스 - 올리 벨럼 역
- 안나레이흐 애쉬포드 - 에스터 스미스 역
- 에본 모스 바흐라흐 - 월레스 그래디 역
- 아론 쉬버 - 벨 보안관 역
- 프랜시스 리 맥케인 - 버사 벨 역